# Svojšice (Kolín)
Svojšice è un comune della Repubblica Ceca facente parte del distretto di Kolín, in Boemia Centrale.